# Seznam měst v Jižním Súdánu

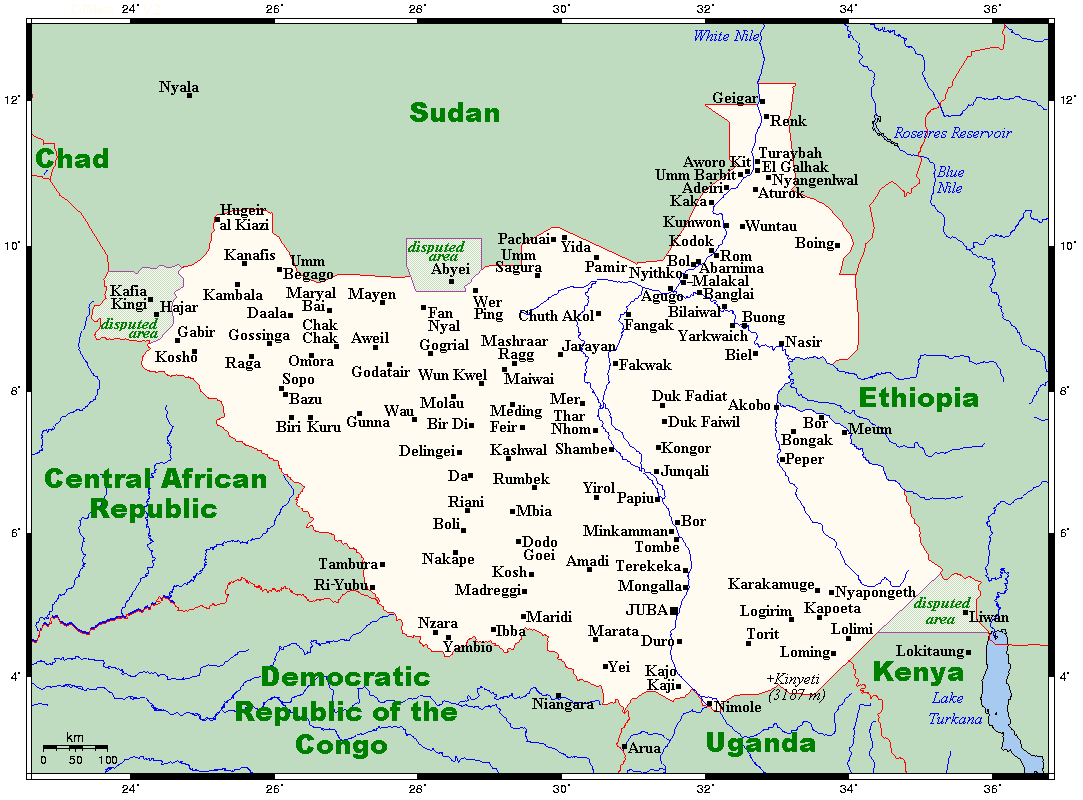
Mapa měst Jižního Súdánu

Seznam měst v Jižním Súdánu uvádí některá významnější města v Jižním Súdánu.
| Město          | Stát                   | Řeka         | Počet obyvatel |
| -------------- | ---------------------- | ------------ | -------------- |
| Kodok (Fašoda) | Horní Nil              | Bílý Nil     | 9 100          |
| Džuba (Juba)   | Střední rovníkový stát | Bílý Nil     | 372 410        |
| Malakál        | Horní Nil              | Bílý Nil     | 139 450        |
| Nasir          | Horní Nil              | Sobat        | -              |
| Daga Post      | Horní Nil              | Daga         | -              |
| Akobo          | Jonglei                | Pibor, Akobo | 1 000          |
| Ramciel        | Jezera                 | Bílý Nil     | -              |
| Bor            | Jonglei                | Bílý Nil     | 26 800         |
| Gogrial        | Oblast Abyei           | Jur          | 44 600         |
| Rumbek         | Jezera                 |              | 32 100         |
| Wau            | Západní Bahr al-Ghazál | Jur          | 163 442        |